# Torreforta
Torreforta és un raval del municipi de Tarragona, situat a uns 2 km de la ciutat. L'any 2022 tenia 22.166 habitants.
Torreforta inclou cinc nuclis urbans: Torreforta (8.814 habitants), que és el nucli principal i històric del raval; Campclar (9.065 habitants), urbanització situada a ponent del nucli principal; La Granja (3.363 habitants), urbanització annexa al nucli principal, la zona de l'Eixample (426 habitants) i Verge del Pilar (498 habitants).

## Emplaçament geogràfic
Torreforta està situada entre les carreteres de València (N-340a) al sud i de Reus (T-11) al nord.
Els diferents nuclis que formen Torreforta han desenvolupat un fort sentiment d'identitat, de manera que sovint s'identifiquen com a entitats diferents. Això és més evident en el cas de Campclar, que ha esdevingut més gran que el propi nucli de Torreforta.
Torreforta és travessada pel riu Riuclar, que dona nom al nucli de Riu Clar, al polígon de la Campsa.

## Història
Torreforta té l'origen en un antic mas fortificat del segle xvi conegut com la Torre Forta, que encara es conserva. Durant la dècada de 1930 començaren les primeres construccions als antics terrenys del mas.
Torreforta va ser el primer nucli que es va construir fora de la ciutat de Tarragona. Les primeres edificacions rellevants són de 1946, però fins al 1953 no s'inaugurà el primer grup d'habitatges socials d'una certa entitat (75 cases d'una planta). Aquell mateix any es va començar a construir l'església de Sant Josep Obrer.